# Vana-Nursi
Vana-Nursi (Duits: Alt-Nursie) is een plaats in de Estlandse gemeente Võru vald, provincie Võrumaa. De plaats heeft de status van dorp (Estisch: küla) en telt 18 inwoners (2021).
Vana-Nursi ligt aan de Tugimaantee 67, de weg van Võru naar Valga.

## Geschiedenis
In 1627 werden voor het eerst een dorp en een molen Nursi genoemd op het landgoed van Rõuge. In 1688 werd Nursi een zelfstandig landgoed. In 1765 werd het landgoed opgedeeld in Vana-Nursi en Vastse-Nursi (Oud-Nursi en Nieuw-Nursi, Duits: Alt-Nursie en Neu-Nursie). Vana-Nursi ligt in de gemeente Võru vald, Vastse-Nursi is het huidige Nursi in de gemeente Rõuge.
Alt-Nursie was eerst in handen van de familie von Freymann en vanaf 1861 van de familie von Herzberg. De laatste eigenaar voor de onteigening door het onafhankelijk geworden Estland in 1919 was Oskar von Wahl.
In de jaren zestig van de 19e eeuw liet de familie von Herzberg een landhuis in Neorenaissancestijl bouwen. Het gebouw was tot 1940 in gebruik bij het Estische leger, daarna bij het Rode Leger en in de jaren tachtig als kantoorpand. Sinds 1990 staat het leeg. In 2020 werd besloten het pand te restaureren.
Tussen 1890 en 1939 vormden Vana-Nursi en Vastse-Nursi samen een gemeente Nursi. Ook daarna bleven ze nog een tijd bij elkaar in de gemeente Kasaritsa, die bestond tot 1950. Bij de gemeentelijke herindeling van 1977 werd het terrein waarop het landhuis staat bij het buurdorp Lompka gevoegd.